# Eugene Commins
assinatura
Eugene David Commins (Nova Iorque, 1 de julho de 1932 – 26 de setembro de 2015) foi um físico estadunidense.

## Formação e carreira
Commins estudou física e matemática no Swarthmore College (bacharelado em 1953) e obteve um doutorado em 1958 na Universidade Columbia, onde foi depois instrutor. A partir de 1960 foi professor assistente na Universidade da Califórnia em Berkeley, onde foi em 1969 professor pleno.
Em 1987 foi eleito membro da Academia Nacional de Ciências dos Estados Unidos, sendo também membro da Academia de Artes e Ciências dos Estados Unidos e da Associação Americana para o Avanço da Ciência bem como fellow da American Physical Society. Em 2005 recebeu a Medalha Oersted.
Dentre seus alunos consta Steven Chu.

## Obras
- Electric dipole moment of leptons, in: Bederson, Walther (Hrsg.), Advances in Atomic, Molecular, and Optical Physics, Bd. 40 1999, S. 1–56
- Commins, Philip Bucksbaum: Weak interactions of leptons and quarks, Cambridge University Press 1983
- Weak interactions, McGraw Hill 1973